# Jan Albin Goetz
Jan Albin Goetz, Jan Götz-Okocimski, także Götz Edler von Okocim, a 1909–1911 Götz Freiherr von Okocim (ur. 18 lipca 1864 w Okocimiu, Stary Pałac, zm. 24 kwietnia 1931 w Okocimiu, Nowy Pałac) – polski przedsiębiorca.

## Życiorys

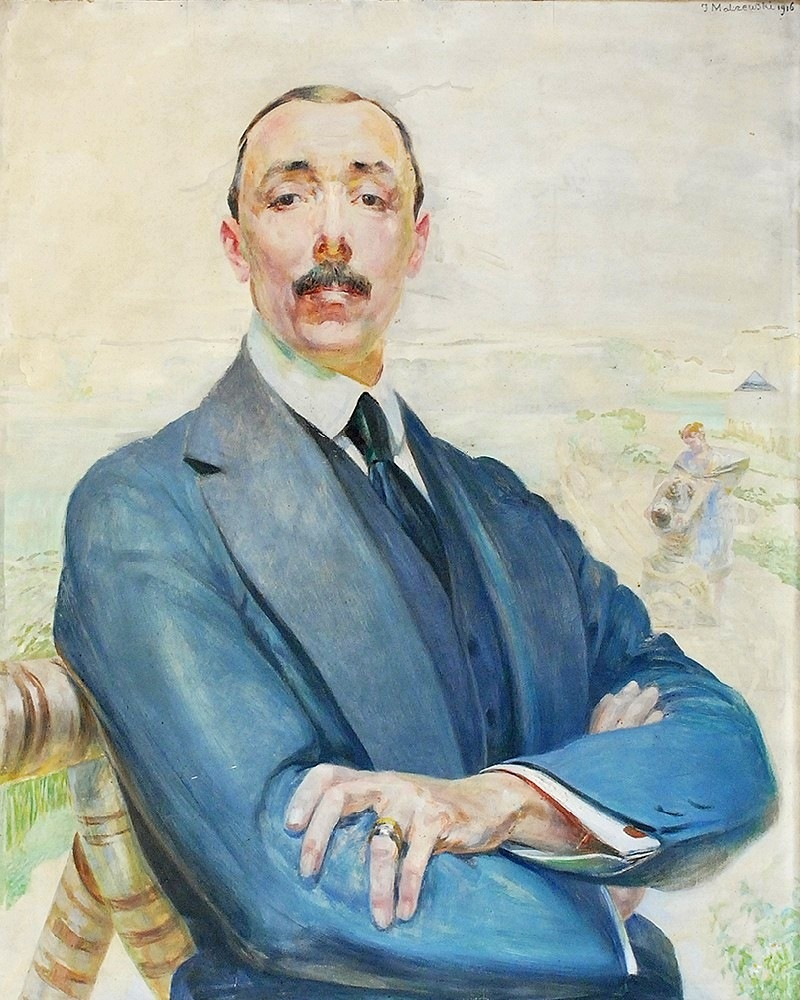
Jacek Malczewski Portret Jana Albina Goetza Okocimskiego

Urodził się 18 lipca 1864 w Okocimiu, w rodzinie Jana Ewangelisty i Albiny Žižka (1834–1914). Miał dwie siostry. Albina (1860–1937) była żoną Zdzisława Włodka, matką Jana Zdzisława Włodka.
Studiował na Wydziale Rolniczo-Leśnym Uniwersytetu w Wiedniu w latach 1883–1885. Od 1897 roku przez 27 lat był marszałkiem Rady Powiatowej, był posłem do austriackiej Rady Państwa w latach 1898–1912, gdzie był prezesem Koła Polskiego. Posłował również na Sejm Galicyjski w latach 1901–1914, prezes Koła Polskiego w Wiedniu.
W 1908 uzyskał tytuł „Freiherr” (równoważny z tytułem barona) od cesarza austriackiego Franciszka Józefa, z herbem własnym, oraz dewizą herbową „Pracą i Prawdą”. W 1911 ustalił w sposób prawny ostateczne brzmienie swojego nazwiska w języku polskim i odtąd znany był jako Baron Jan Goetz Okocimski. Był konserwatywnym politykiem, działaczem samorządowym, gospodarczym, politycznym i społecznym, oraz filantropem. Wsparł finansowo budowę pomnika Adama Mickiewicza w Krakowie. Był posłem i senatorem w sejmie polskim oraz prezesem Koła polskiego w Wiedniu.
Pod koniec XIX w. wraz z małżonką hrabiną Zofią z Sumińskich wybudował w Brzesku, w pobliżu Browaru Okocim kompleks pałacowy wzorowany na architekturze wiedeńskiej, otoczony parkiem utrzymanym w stylu angielskim.
Od 1904 aż do śmierci był właścicielem Browaru Krakowskiego i Fabryki Przetworów Słodowych. Odziedziczył go po nim jego syn – Antoni.
Poseł na Sejm Ustawodawczy (1919–1922), brał udział w pracach Klubu Pracy Konstytucyjnej. Prezes Związku Przemysłowców w Krakowie od 19 stycznia 1923 roku do 31 grudnia 1928 roku, prezes Banku Małopolskiego do 31 sierpnia 1928 roku. Prezes Polskiego Towarzystwa Ekonomicznego w Krakowie w latach 1921–1930. Podczas wojny polsko-bolszewickiej latem 1920 subskrybował 10 mln marek pożyczki Odrodzenia oraz dokonał innych działań na rzecz sprawy polskiej.
30 kwietnia 1925, za zasługi na polu pracy obywatelskiej oraz około podniesienia przemysłu i rolnictwa został odznaczony Krzyżem Komandorskim Orderu Odrodzenia Polski.
Senator II kadencji wybrany w 1928 roku z województwa krakowskiego z Listy BBWR.
Od 12 stycznia 1889 był mężem Zofii Jadwigi Marii hr. Sumińskiej h. Leszczyc (1867–1945), z którą miał pięcioro dzieci:
- Zofię Albinę Eugenię (1890–1981), która była żoną prof. Jana Włodka, matką Jana Mariana i Zofii,
- Jana Reginalda (1891–1923),
- Elżbietę Różę Marię (1892–1982),
- Marię Immakulatę Pię (1893–1974), która była żoną Stefana Komornickiego, matką Tomasza Jana,
- Antoniego Jana Goetza[1].

Zmarł 24 kwietnia 1931 w Okocimiu. Pochowany został w krypcie grobowej Goetz Okocimskich kościoła parafialnego w Okocimiu Górnym.

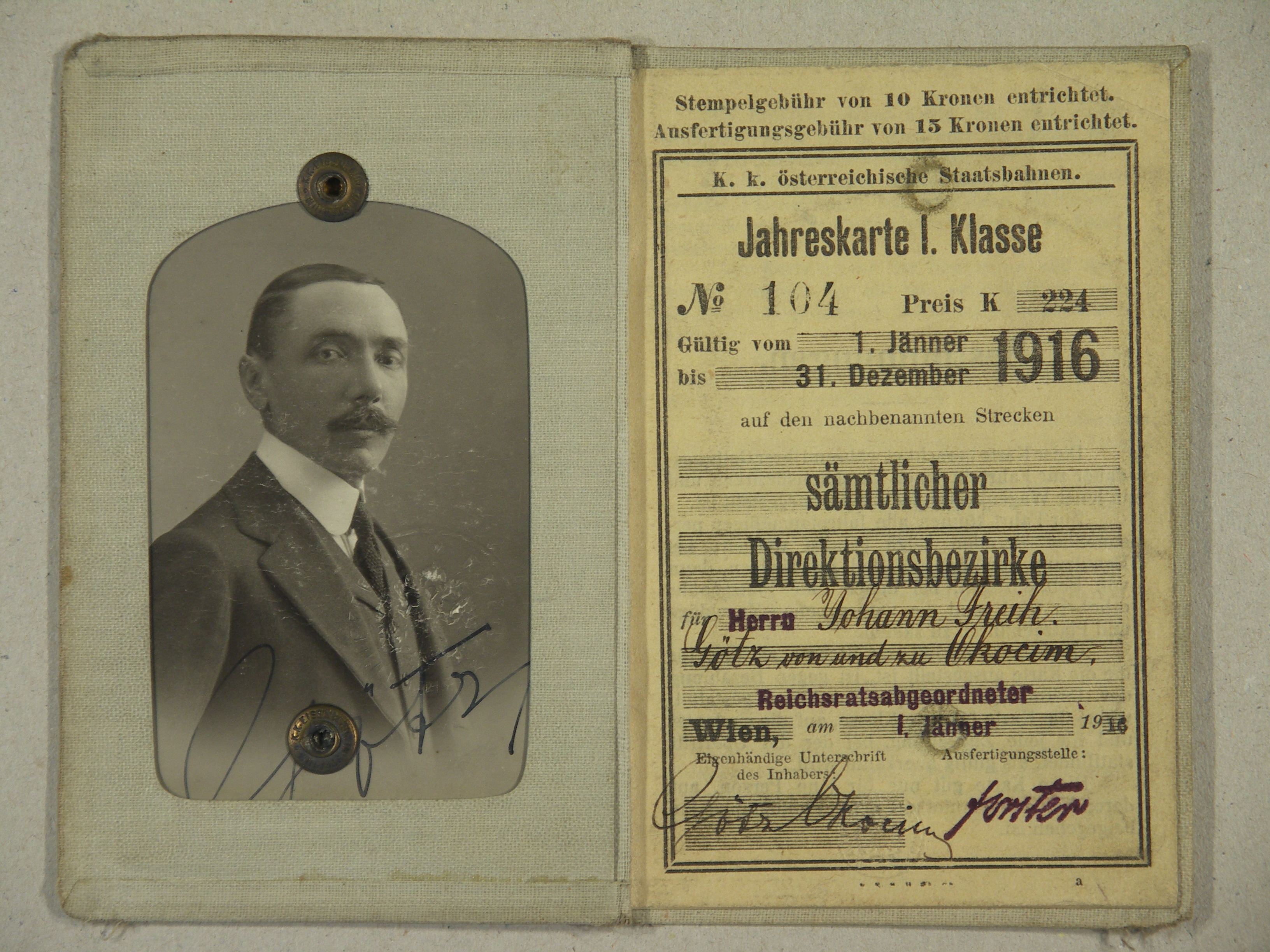
Legitymacja  Jana Albina Götza
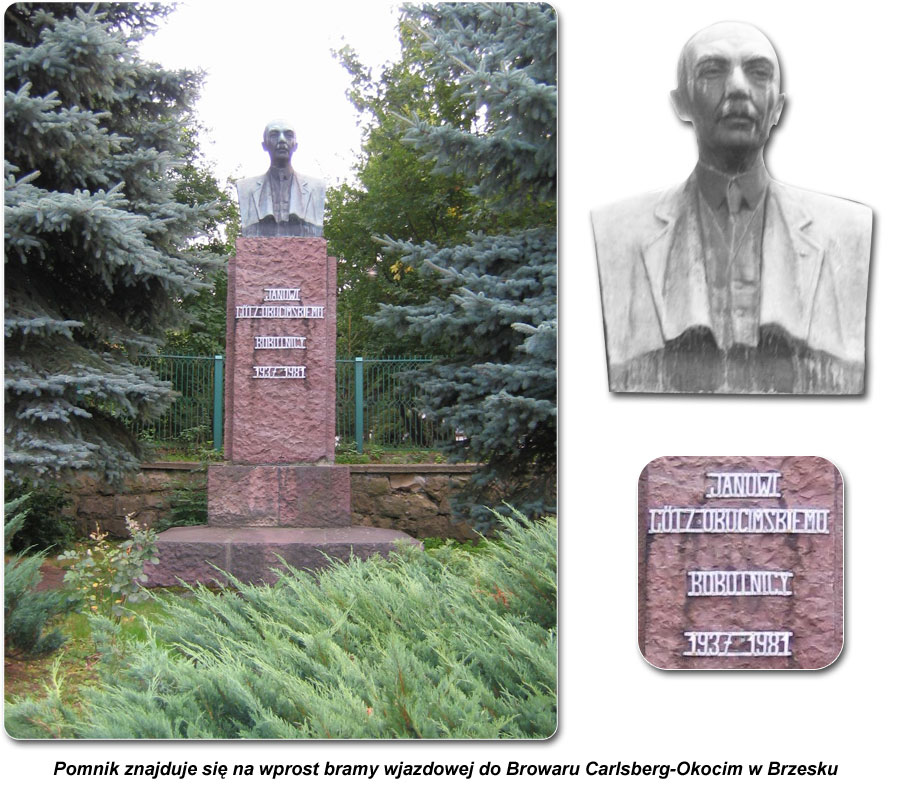
Pomnik Jana Goetza w Brzesku
Herb baronowski Götz
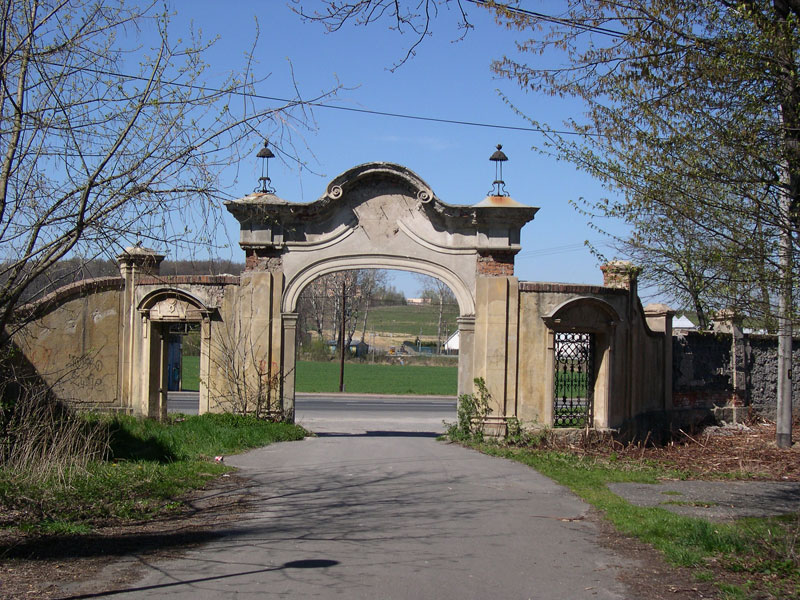
Brama wyjazdowa, widok od strony parku
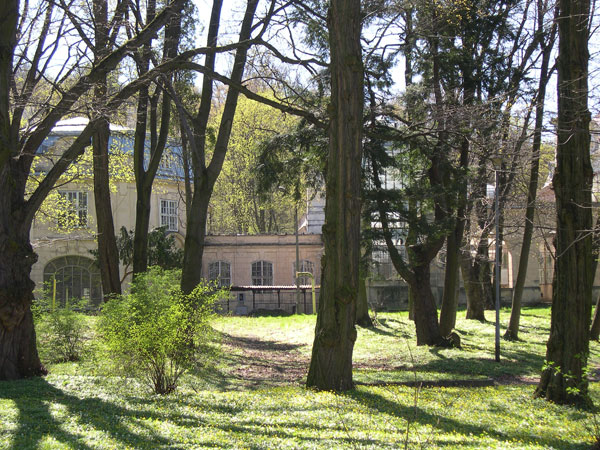
Widok na Pałac Goetza
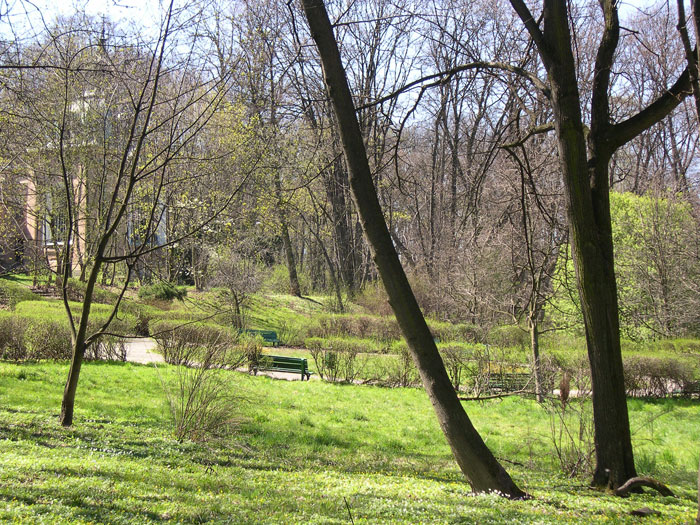
Widok na tzw. klomby
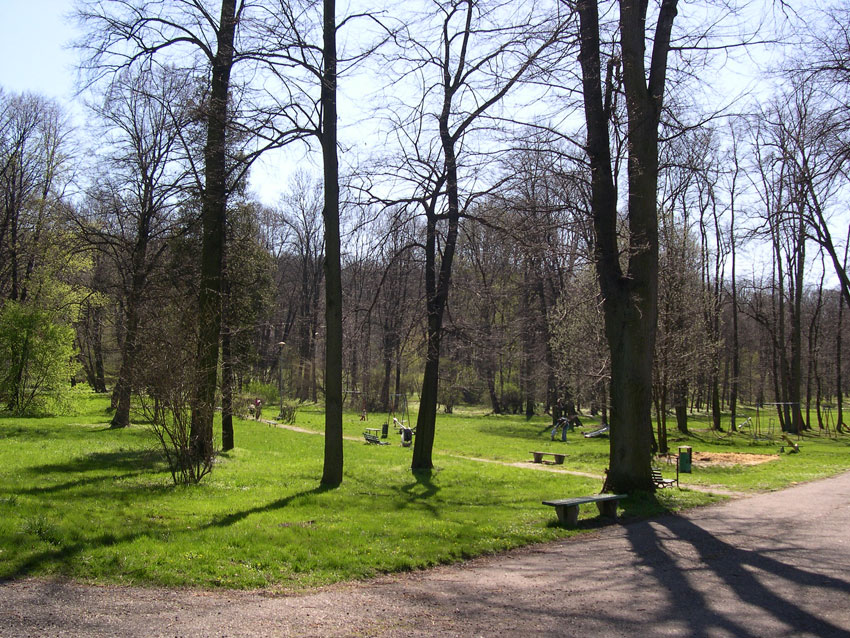
Widok na plac zabaw
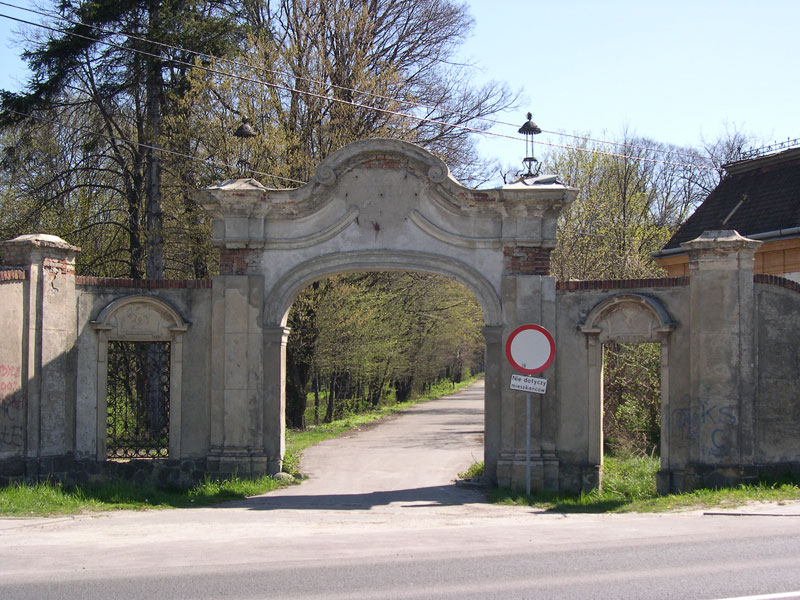
Brama wjazdowa, widok od strony ulicy
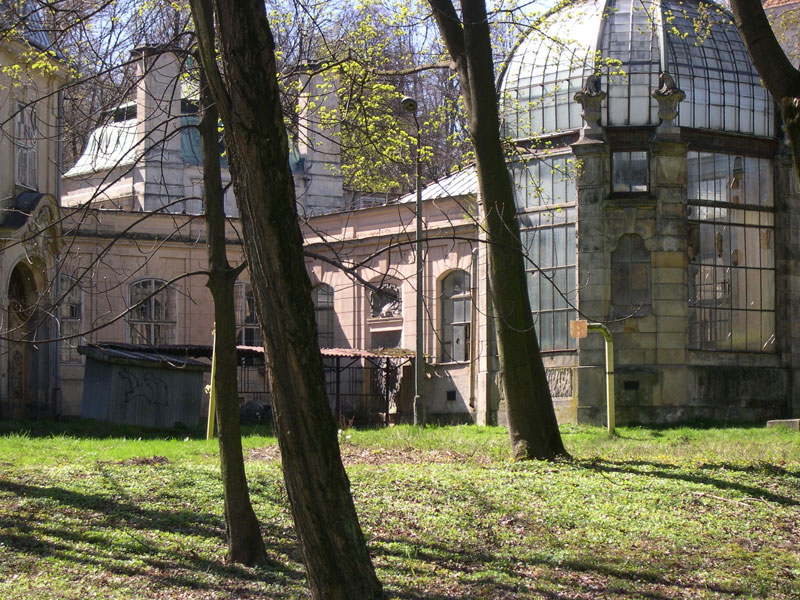
Widok na pałac od oranżerii